# Back for More
Back for More é um single colaborativo em inglês e espanhol do grupo sul-coreano Tomorrow X Together (TXT) com a cantora brasileira Anitta. A música foi lançada em 15 de setembro de 2023.  A música é escrita por Ryan Tedder, Slow Rabbit e Tyler Spry, e foi lançada sob o selo da Big Hit Music e Republic Records.

## Antecedentes
Em 4 de setembro de 2023, foi anunciado que o Tomorrow X Together lançaria o single colaborativo com Anitta, intitulado "Back for More", como uma faixa de pré-lançamento. A música foi lançada oficialmente em 15 de setembro de 2023.

## Composição
"Back for More" é uma música do gênero K-pop, caracterizada por sua linha de baixo envolvente, além de influências de funk. A letra explora a ideia de que, mesmo na rotina do dia a dia, existem momentos mágicos e milagrosos, e a reunião com a pessoa amada é esse momento especial. Diferentemente das músicas disco anteriores de Tomorrow X Together, que apresentavam uma atmosfera alegre e vibrante, esta canção se destaca pelo seu charme mais sensual.

## Apresentações ao vivo e promoções
A primeira performance ao vivo de "Back for More" ocorreu na premiação MTV Video Music Awards de 2023, em 12 de setembro, poucos dias antes do lançamento oficial da música. Além disso, a música "Back for More" foi usada como tema de abertura do programa italiano Il Cittadino Cerca Moglie.

## Prêmios e nomeações
"Back for More" foi indicada em duas categorias na edição de 2023 do Asian Pop Music Awards (Overseas), na China:
| Ano  | Indicação       | Categoria                 | Resultado | Ref.   |
| ---- | --------------- | ------------------------- | --------- | ------ |
| 2023 | "Back for More" | Melhor Colaboração [Júri] | Indicada  | [ 16 ] |
| 2023 | "Back for More" | Melhor Produtor [Júri]    | Indicada  | [ 16 ] |

## Desempenho comercial
"Back for More" teve um desempenho comercial expressivo logo após seu lançamento. A música alcançou o primeiro lugar nas paradas do iTunes Global e iTunes Europeu. No total, a faixa atingiu a primeira posição no iTunes em 34 países ao redor do mundo. No Spotify Top Songs Debut Global, a faixa estreou em #2.
A música também fez uma estreia notável na Circle Chart — Global K-Pop Daily, onde alcançou a #9, e na Naver VIBE — Music Videos Top 50, onde atingiu a posição #6. No Anghami — Top K-Pop, a música alcançou a posição #6.
No MelOn Top 100, a música alcançou o pico de #53. No MelOn Hot 100 (30 dias), a faixa atingiu a #9, na MelOn Hot 100 (100 dias), subindo a posição #17, Na MeLOn Old/Realtime Charts #31. Na Genie Music, a música alcançou a #157.
Além disso, "Back for More" foi listada na Pandora Charts na 80ª posição do Top Thumb Hundred. Na QQ Music Video Chart (Weekly), a música alcançou #6 na categoria South Korea e #14 na categoria Global. No Bugs, a música estreou em #85.
Nos charts da Genius Korea, a música chegou ao #1 nas categorias All-Genre, Pop, R&B e K-Pop. No Billboard Brasil Hot 100, a faixa estreou em #41, marcando um feito significativo ao se tornar a primeira música de um grupo de K-Pop a entrar na parada do Brasil.

### Tabelas semanais
| País – Tabela musical (2024)             | Melhor posição |
| ---------------------------------------- | -------------- |
| Brasil (Billboard Brasil Hot 100)        | 41             |
| Coreia do Sul (Circle)                   | 26             |
| Estados Unidos (Digital Songs Sales)     | 3              |
| Estados Unidos (Billboard Under Hot 100) | 11             |
| Japão (Oricon)                           | 27             |
| Mundo (Billboard Global 200)             | 37             |
| Nova Zelândia (RMNZ)                     | 9              |
| Portugal (AFP)                           | 69             |
| Reino Unido (Singles Chart Update)       | 71             |
| Reino Unido (Singles Downloads Chart)    | 4              |
| Reino Unido (Singles Sales Chart)        | 6              |
| Singapura (RIAS)                         | 12             |